# Józef Pietrzak (1887–1922)
Józef Wincenty Pietrzak (ur. 10 lutego 1887 w Jordanowie, zm. 11 stycznia 1922 w Świeciu) – polski nauczyciel i działacz niepodległościowy, kawaler Orderu Virtuti Militari.

## Życiorys
Urodził się 10 lutego 1887 w Jordanowie, w ówczesnym powiecie myślenickim Królestwa Galicji i Lodomerii, w rodzinie Wincentego i Balbiny z Babińskich. Uczęszczał do szkoły powszechnej w rodzinnym mieście. W 1907 ukończył naukę i zdał egzamin maturalny w c. k. Gimnazjum św. Anny w Krakowie. Następnie studiował na Wydziale Filozoficznym Uniwersytetu Jagiellońskiego. W roku akademickim 1909/1910 zaliczył Kurs Naukowy dla Kandydatów na Nauczycieli Gimnastyki w Szkołach Średnich w Krakowie. 4 lipca 1911 uzyskał uprawnienia w tym zakresie, a 20 listopada tego roku uzyskał uprawnienia do nauczania chemii jako przedmiotu głównego oraz matematyki i fizyki jako przedmiotów pobocznych w szkołach średnich z polskim językiem wykładowym. W 1911, po ukończeniu studiów, pozostał w uczelni w charakterze demonstratora zakładu chemicznego u profesora Karola Olszewskiego.
1 października 1912 rozpoczął pracę w Prywatnym Gimnazjum Realnym w Chrzanowie na stanowisku zastępcy nauczyciela. W roku szkolnym 1914/1915 „z powodu wypadków wojennych nie mógł przez cały rok szkolny wrócić do obowiązków nauczyciela”. W piątym „Sprawozdaniu Kierownika Prywatnego Gimnazjum Realnego” został wykazany jako członek grona nauczycielskiego „pełniący służbę wojskową  w Legionach”. Od 1912 działał w skautingu i „Sokole”.
Od 1 lipca 1915 w Legionach Polskich. Służył w 2. kompanii I batalionu 6 pułku piechoty z którym następnie walczył podczas I wojny światowej. Major Kazimierz Bogaczewicz we wniosku na odznaczenie Orderem Virtuti Militari napisał:

plut. Pietrzak Józef, nauczyciel ludowy, starszy już człowiek, lecz pełen zapału i wiary o nadzwyczajnie wysokim poczuciu obowiązku, wzór prawdziwego obywatela-żołnierza, zgłaszający się zawsze na ochotnika do wykonania najtrudniejszych i najbardziej niebezpiecznych zadań.

W czasie ofensywy 1915 r. pod Nowymi Podcerewiczami, w silnym ogniu artylerii i karabinów maszynowych, na zagrożonej placówce sam zajął najbardziej niebezpieczne stanowisko na dachu jednego z domów i obserwując stale, kierował skutecznie ogniem własnego karabinu maszynowego przez co uzyskał oczekiwaną przewagę ogniową; w chmurze pocisków trwał na zajętym stanowisku dopóki nie zwalił go granat, trzaskając mu nogę.

Ciężko ranny, do maja 1916 leczył się w szpitalu w Krakowie i sanatorium w Zakopanem. Po zakończeniu leczenia wrócił do służby w charakterze kuriera. 25 sierpnia 1916 został zwolniony z wojska z orzeczonym 45% inwalidztwem. Od 1 września 1916 kontynuował pracę w Prywatnym Gimnazjum Realnym w Chrzanowie, w charakterze nauczyciela. 11 września 1917 c. k. Rada Szkolna Krajowa udzieliła mu bezpłatnego urlopu celem pełnienia obowiązków zastępcy nauczyciela w c. k. Gimnazjum I Wyższym w Nowym Sączu. Później pracował jako nauczyciel gimnazjum w Inowrocławiu, a od 20 sierpnia 1920 do śmierci jako dyrektor Gimnazjum Państwowego w Świeciu. Zmarł 11 stycznia 1922 w Świeciu na gruźlicę, która rozwinęła się w następstwie doznanej rany (przestrzelone płuca).
Był mężem Marii, z którą miał córkę Marię Józefę (ur. 14 września 1920), w latach 1932–1938 uczennicę Gimnazjum Państwowego w Świeciu.

## Ordery i odznaczenia
- Krzyż Srebrny Orderu Wojskowego Virtuti Militari nr 5599[20] – 17 maja 1922[21][22][23][3][24]
- Krzyż Niepodległości – pośmiertnie 20 grudnia 1932 „za pracę w dziele odzyskania niepodległości”[25][2][26][3]
- Krzyż Walecznych – 16 września 1922 „za udział w b. Legionach Polskich”[27][13][28][3]